# 濱島哲也
濱島 哲也（はましま てつや、1980年11月14日 - ）は、日本の元男子バレーボール選手。

## 来歴
長野県下伊那郡阿智村出身。岡谷工業高校を卒業後、中央大学へ進学。学生時代にはジュニア代表に選ばれ、1999年のアジアジュニアに出場した。
中央大学卒業後の2003年にVリーグのNECブルーロケッツに入団し、チームのリベロとして活躍した。
2009年、NECの無期限活動停止による廃部に伴い、現役を引退した。
2025年時点ではNECレッドロケッツ川崎アカデミーでコーチを務めている。

## 所属チーム
- 岡谷工業高校
- 中央大学
- NECブルーロケッツ（2003-2009年）